# AUBASA
Las Autopistas de Buenos Aires (AUBASA) es una empresa privada propiedad del Gobierno de la provincia de Buenos Aires. Emplea como nombre comercial AUBASA y se constituyó mediante el Decreto N°409, dictado el 27 de junio de 2013. Su creación formó parte de un Plan Integral Vial y se le otorgó la administración de la Autovía de la Ruta Nacional 1.
AUBASA fue inscripta como sociedad en la Dirección Provincial de Personas jurídicas el 5 de junio de 2013, bajo la matrícula N°115.493.
La Ruta Nacional 1 es oficialmente denominada desde 2004 como Autopista Doctor Ricardo Balbín. La traza de la misma, enlaza la Autopista 25 de Mayo en la ciudad de Buenos Aires con la Ruta Provincial 11, en las cercanías de la ciudad de La Plata, capital de la provincia de Provincia de Buenos Aires.
La extensión de la traza es de 50 kilómetros (numerados del km 3 al 53). En el km 31 se halla el empalme con la A004, que es la vía obligada para los destinos turísticos de Mar del Plata y otras ciudades de la costa atlántica bonaerense.
La autopista discurre (de noroeste a sudeste) por los partidos de Avellaneda, Quilmes, Berazategui y Ensenada, cerca del Río de la Plata. Cuenta con dos estaciones principales de peajes, uno en Dock Sud y el segundo en Hudson.

## Historia
El 11 de julio de 2013 el Gobierno de la Provincia de Buenos Aires, por decreto N.º 409/13, rescindió la concesión a la empresa Coviares, la que desde febrero anterior se encontraba intervenida en investigación de irregularidades contractuales. A partir de ese momento, se decidió la creación de AUBASA quien tendría a cargo la administración y mantenimiento. La nueva firma se conforma patrimonialmente con un 93% del paquete accionario de propiedad del Estado Provincial, y el restante 7% de pertenencia de los trabajadores, representados por su asociación sindical.
AUBASA consigna que tiene como objeto social la construcción, conservación y explotación de rutas y autopistas bajo el régimen de concesión mediante el cobro de tarifas o peaje en la Provincia de Buenos Aires.
El 11 de julio de 2013, en virtud de la Resolución N.º 278 del Ministerio de Infraestructura de Buenos Aires, AUBASA, asumió efectivamente la operación, mejora y mantenimiento de la Autopista Buenos Aires - La Plata. A partir de esa fecha, la empresa asumió el compromiso de brindar continuidad al servicio.
Finalmente, el 4 de diciembre de 2013, previa aprobación por el Decreto N.º 909/13, se suscribió el Contrato por el cual la Provincia de Buenos Aires otorgó por el plazo de treinta (30) años en concesión a la empresa provincial AUBASA, estableciéndose en el plexo contractual de los derechos y obligaciones que fueron asumidos por cada una de las partes.
En 2014 comenzó un plan integral de reformas en la autovía con el objetivo de constituir la primera autopista inteligente de la Provincia de Buenos Aires. Entre las modificaciones se encuentra el reemplazo de toda la iluminación vial por luminarias LED con lo cual se estipula lograr un ahorro energético del 40%. Por otra parte, se inauguró un Centro de Monitoreo en Hudson, que cuenta con 180 cámaras de seguridad instaladas a lo largo de 70 kilómetros, conectadas directamente con municipios, móviles de Seguridad Vial, Defensa Civil y Emergencias.
El 1 de diciembre de 2016 la empresa se hace cargo de la operación, mantenimiento y plan de obras del denominado "Corredor vial del Atlántico" integrado por la Autovía 2, ruta 11, 56, 63 y 74.